# Гран-Чако

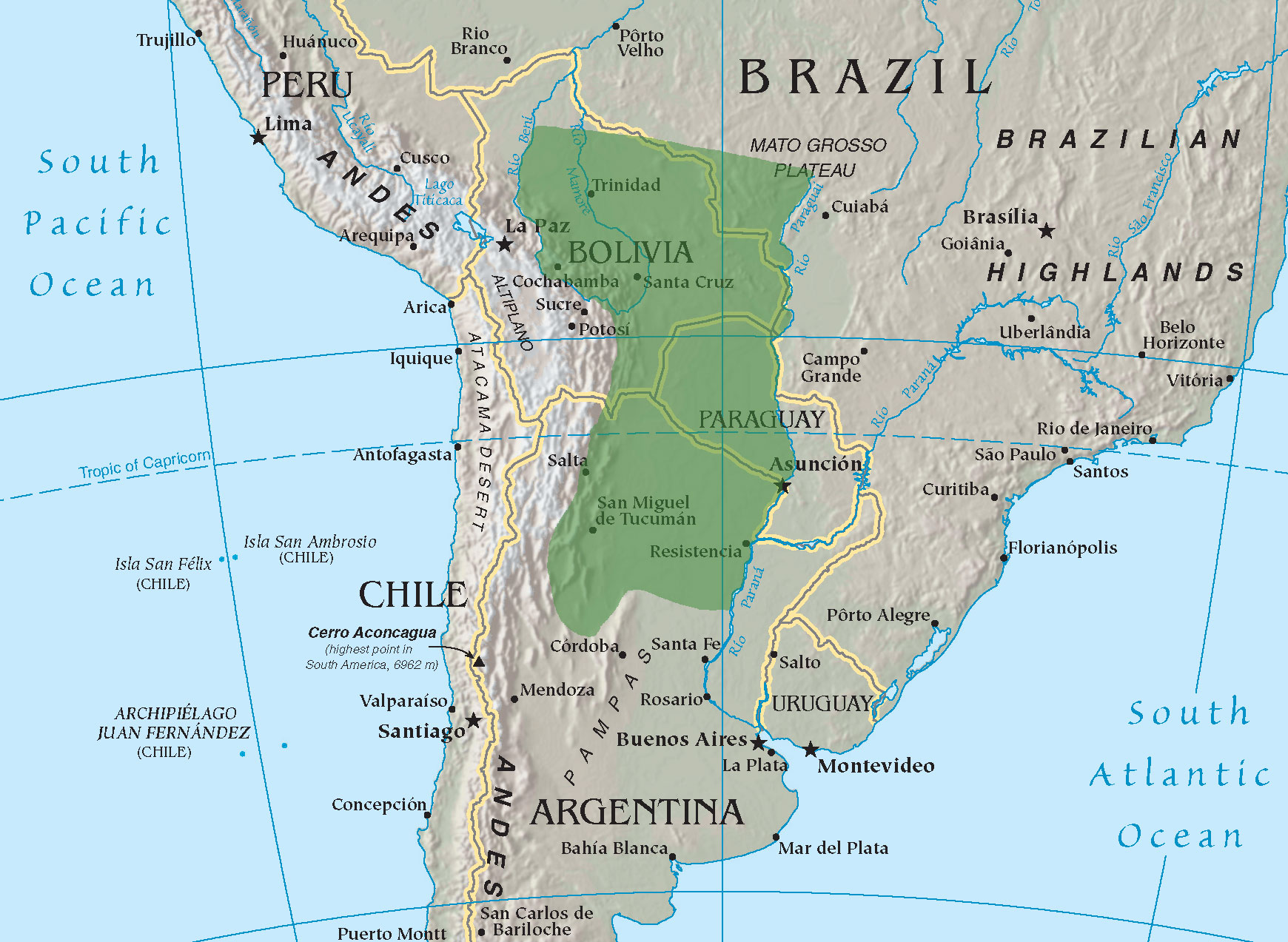
Примерные очертания Гран-Чако

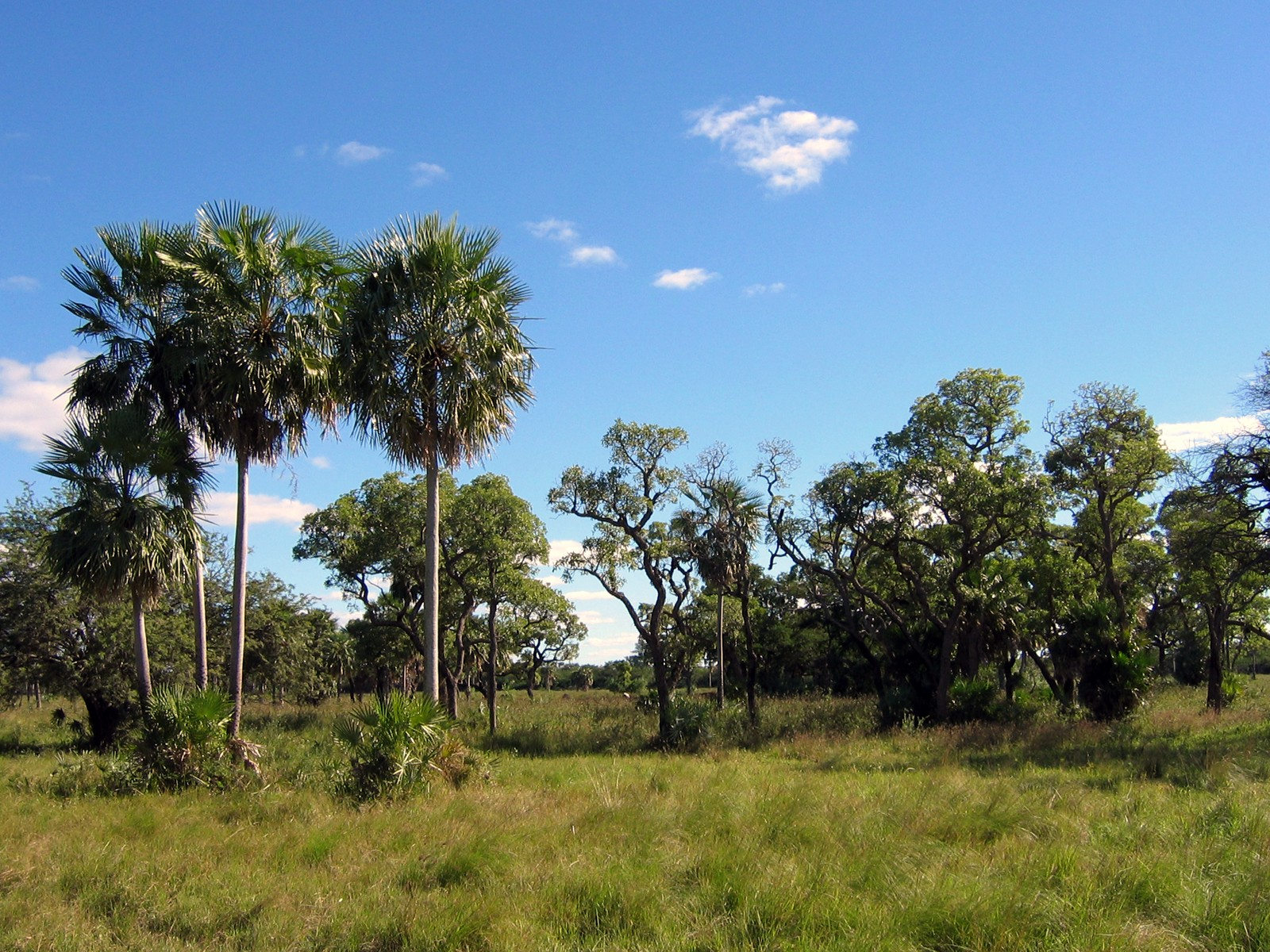
Ландшафт Гран-Чако, Парагвай

Гран-Ча́ко, Вели́кий Ча́ко, или просто Ча́ко (исп. Gran Chaco, кечуа Hatun Chaku (chaku — «охотничья земля», «промысловая земля»)), который иногда называют «последним рубежом Южной Америки» — слабозаселённый, жаркий тропический регион с полупустынным ландшафтом в бассейне реки Парана (бассейн Ла-Платы), административно разделённый между Боливией, Парагваем (северо-запад), Аргентиной и Бразилией (небольшая часть в штате Мату-Гросу).
Флора и фауна региона типична для степной и лесистой субтропической равнины (кампос) между реками Амазонской низменности и Ла-Платой, орошается также реками Саладо, Бермехо и Пилькомайо; автохтонное население региона — кочевые и полукочевые индейцы племён аймара, гуарани; в настоящее время велико количество метисов и креолов, со времён европейской колонизации и иммиграции сохранились небольшие группы европейских поселенцев (испанцы, немцы, русские меннониты и др.). Центр Гран-Чако занимает государство Парагвай.

## География
Гран-Чако занимает площадь около 647 500 км², к западу от реки Парагвай и к востоку от горной цепи Анд на территории Парагвая, Боливии и Аргентины. Регион тянется приблизительно от 17° до 33° южной широты и от 65° до 60° западной долготы. Западная часть региона близ Анд именуется Высокий Чако или Сухой Чако (Альто Чако) и характеризуется сухой низкорослой крайне редкой растительностью. Восточная часть — Нижний Чако (Бахо Чако), также Влажный Чако, покрыт зарослями кебрачо и изобилует насекомыми. В целом ландшафт региона плоский, наклонённый под углом в 0,04 градуса к востоку.
С севера на юг регион делится на Чако-Бореаль, Чако-Сентраль и Чако-Аустраль.

## Индейцы Гран-Чако
| - абипоны † - es:Angaite (Angate) - es:Ayore (Morotoco, Moro, Zamuco) - es:Ayoreo - es:Chamacoco (Ishiro) - es:Chané - es:Chiquitano (Chiquito, Tarapecosi) - es:Chorote - es:Manjuy (Iyo’wujwa Chorote) - es:Iyojwa’ja Chorote - es:Chulupí (Chulupe, Nivaclé, Ashluslay, Guentusé) - es:Enxet - es:Enlhet (lengua) - es:Guana (Kaskihá) - Гуарани - Боливийские гуарани - Chiriguano - es:Guarayo (East Bolivian Guarani) - Chiripá (Tsiripá, Ava) - es:Pai Tavytera (Pai, Montese, Ava) - es:Tapieté (Ñandeva) - es:Yuqui (Bia) | - es:Kaiwá - es:Lulé (Pelé, Tonocoté) - es:Maca (Towolhi) - es:Maká - es:Maskoy - es:Mbyá - es:Mbayá (Kadiweu, Caduveo, Guaycurú) - es:Mocoví (Mocobí) - es:Nivaclé - es:Pilagá (Pilage Toba) - es:Pucú - es:Sanapana (Quiativis) - es:Toba (Qom, Frentones) - es:Vilela - es:Wichí (Mataco) |

## Обезлесение

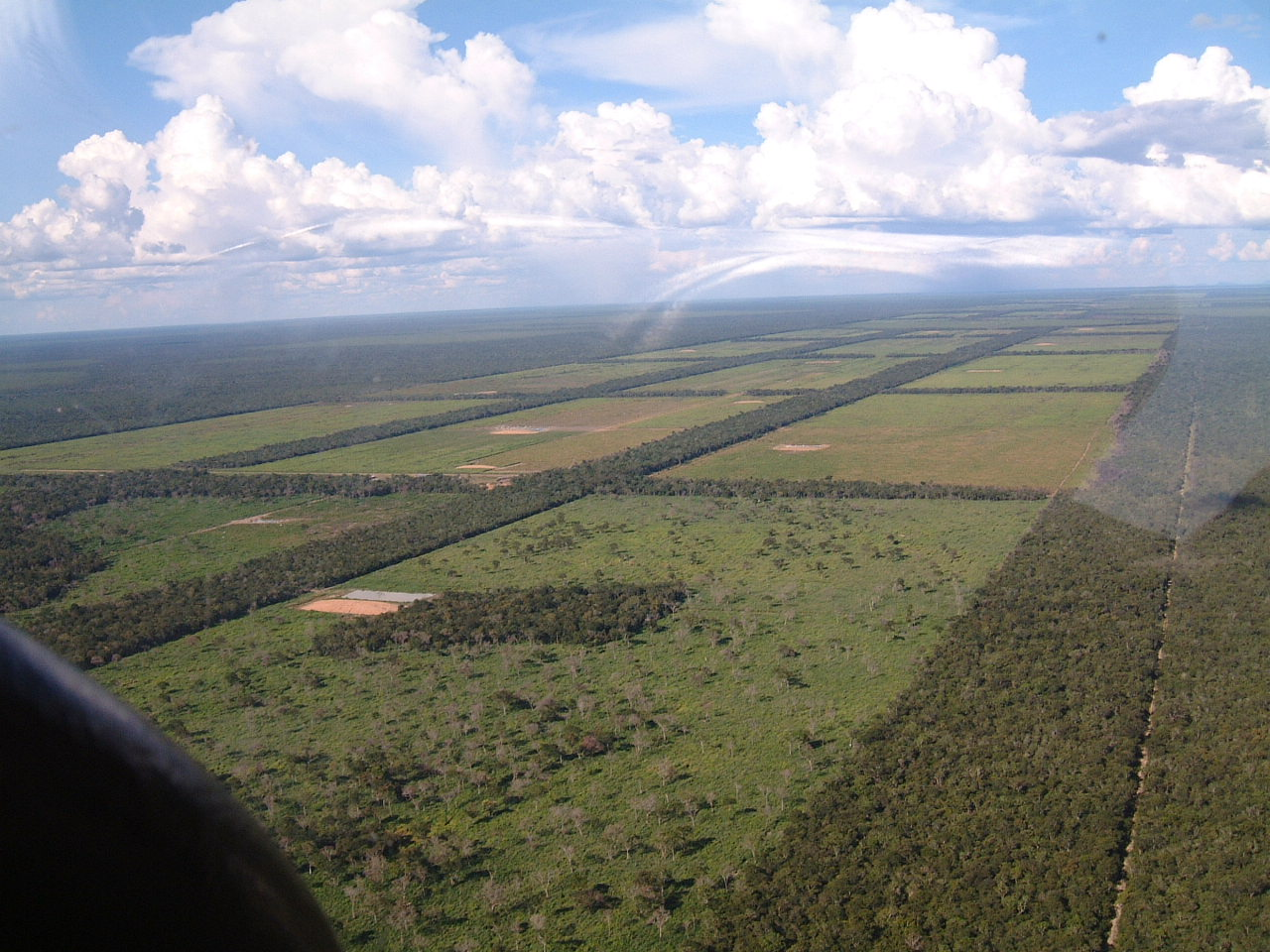
Сельскохозяйственные угодья в Парагвае

Гран-Чако является одной из последних сельскохозяйственных границ Южной Америки. В течение длительного времени экорегион оставался вдали от посевных угодий и базовой инфраструктуры. Однако с 1980-х годов два фактора — низкая стоимость земли и плодородные почвы — существенно изменили ситуацию в регионе. И хотя развитие сельского хозяйства привело к некоторым улучшениям в области инфраструктуры и созданию рабочих мест, оно вместе с тем вызвало потерю естественной среды обитания.
Гран-Чако исчезает быстрее любых других тропических лесов на планете. Особенно интенсивно обезлесение в Парагвае, где с 2006 года ежегодно вырубается порядка 2000—2500 км² лесов. В Аргентине темпы потери растительности несколько меньше, около 1000 км² в год. Боливия каждый год теряет 500—700 км² в Гран-Чако.
Темпы обезлесения в Гран-Чако за 2011—2017 год (в км²):
| Период                | Аргентина | Боливия | Парагвай |
| --------------------- | --------- | ------- | -------- |
| 01.09.2011—01.06.2012 | 861,84    | 173,41  | 2232,16  |
| 01.06.2012—01.06.2013 | 2530,6    | 347,66  | 2628,78  |
| 01.06.2013—01.06.2014 | 1875,21   | 387,46  | 2245,67  |
| 01.06.2014—01.06.2015 | 1326,7    | 459,34  | 3023,32  |
| 01.06.2015—01.06.2016 | 1302,28   | 617,34  | 2667,93  |
| 01.06.2016—01.06.2017 | 1195,27   | 505,55  | 2146,03  |